# ميلان جاغوديتش
ميلان جاغوديتش (بالصربية: Милан Јагодић)‏ هو لاعب كرة قدم صربي في مركز الدفاع، ولد في 11 مارس 1991 في أوزيتشى في صربيا. لعب مع بي أيه إس كيه بيوغراد وراد بيوغراد وملادوست لوتشاني.

## وصلات خارجية
- ميلان جاغوديتش على موقع قاعدة بيانات كرة القدم.إي يو (الإنجليزية)
- ميلان جاغوديتش على موقع Soccerbase.com (لاعب) (الإنجليزية)
- ميلان جاغوديتش على موقع Soccerway.com (الإنجليزية)
- ميلان جاغوديتش على موقع عالم كرة القدم.نت (الإنجليزية)